# 天津锥棘吸虫
天津锥棘吸虫（学名：Petasiger tientsinensis）为棘口科锥棘属的动物。在中国大陆，分布于天津市等地，营寄生生活，寄生于小肠。该物种的模式产地在天津市。